# 석경AT
주식회사 석경AT는 대한민국의  나노 소재 개발 기업으로, 본사는 경기도 안산시 단원구 초지동 별망로459번길 24에 있다.

## 역사 및 현황
1994년 12월 석경화학이라는 이름으로 설립되었으며 2000년 12월에 석경AT로 사명을 변경하였다.